# Alphabeat
Gli Alphabeat sono un gruppo pop danese proveniente da Silkeborg (Danimarca), sotto contratto dall'etichetta Copenhagen Records.
La loro musica è principalmente un pop melodico retro stile anni ottanta, ispirato da band come i Deacon Blue e Prefab Sprout, con vocalizzi maschili e femminili armonici.

## Storia del gruppo
Hanno debuttato nel 2006 con il primo singolo Fascination, che ha raggiunto la seconda posizione della classifica danese e scalato le classifiche europee. Successivamente hanno pubblicato il singolo 10.000 Nights of Thunder.
Il loro successo iniziale ha attirato le etichette estere e gli Alphabeat avrebbero potuto firmare anche con la britannica Charisma Records, etichetta discografica della EMI. Contemporaneamente è stato pubblicato il loro album di debutto, This Is Alphabeat (in alcuni paesi intitolato solamente Alphabeat), che ha raggiunto la quinta posizione in Danimarca. Sono stati estratti come singoli anche i brani Boyfriend e Go-Go, che hanno riscosso un discreto successo internazionale, e il meno fortunato What Is Happening.
Nel 2008 hanno pubblicato l'EP live Napster Live Sessions EP.
L'anno successivo è stato pubblicato il loro secondo album, intitolato The Spell (noto anche come The Beat Is...), che ha raggiunto la quinta posizione della classifica danese. È stato anticipato dall'omonimo singolo The Spell, che ha raggiunto la vetta della classifica danese entrando anche nelle classifiche di Belgio e Paesi Bassi, seguito da DJ, piazzatosi alla sesta posizione in Danimarca,
Hole in My Heart e Heat Wave, quarto nella classifica danese.
Originariamente la band si chiamava Sodastar ma è stato cambiato per evitare confusione con una band tedesca. 

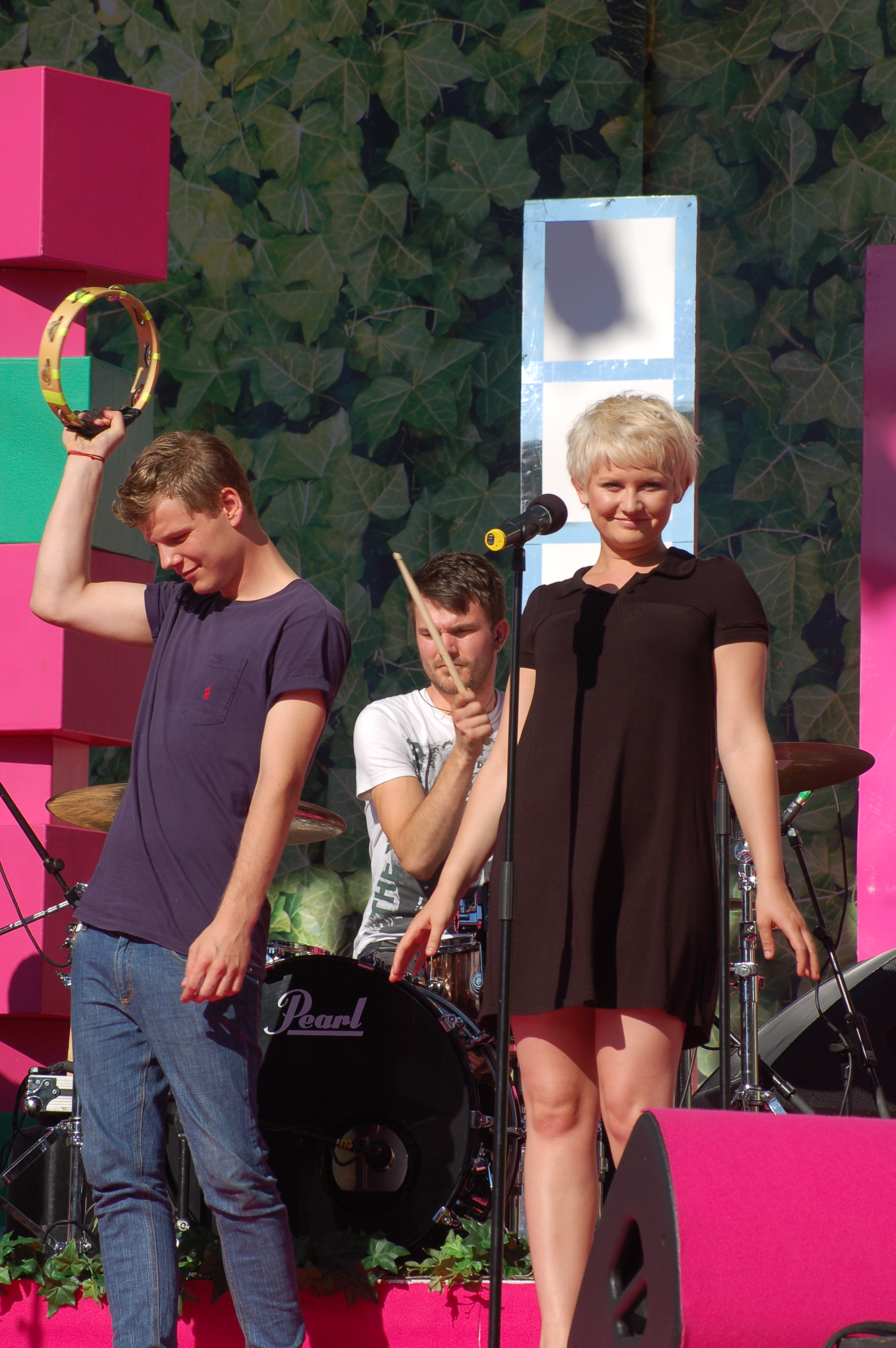
Gli Alphabeat in concerto a Stoccolma

## Componenti
- Anders SG – voce
- Stine Bramsen – voce
- Anders B – chitarra
- Rasmus Nagel – tastiere
- Anders Reinholdt – basso
- Troels Hansen – batteria

## Discografia

### Album
- 2007 - This is Alphabeat
- 2009 - The Spell

### EP
- 2008 - Napster Live Sessions EP

### Singoli
- 2006 - Fascination
- 2007 - 10.000 Nights of Thunder
- 2007 - Fantastic 6
- 2007 - Boyfriend
- 2008 - Go-Go
- 2008 - What Is Happening
- 2009 - The Spell
- 2010 - DJ
- 2010 - Hole in My Heart
- 2010 - Heat Wave